# Заложје
Заложје је насељено мјесто у Босни и Херцеговини у општини Бреза које административно припада Федерацији Босне и Херцеговине. Према попису становништва из 1991. у насељу је живјело 546 становника.

## Становништво
| Националност       | 1991.        | 1981.        | 1971.        |
| Муслимани          | 362 (66,30%) | 146 (48,18%) | 284 (54,09%) |
| Срби               | 125 (22,89%) | 89 (29,37%)  | 210 (40,00%) |
| Хрвати             | 25 (4,57%)   | 10 (3,30%)   | 28 (5,33%)   |
| Југословени        | 33 (6,04%)   | 37 (12,21%)  | 1 (0,19%)    |
| остали и непознато | 1 (0,18%)    | 21 (6,93%)   | 2 (0,38%)    |
| Укупно             | 546          | 303          | 525          |